# Dysschema tibesina
Dysschema tibesina är en fjärilsart som beskrevs av Erich Martin Hering 1930. Dysschema tibesina ingår i släktet Dysschema och familjen björnspinnare. Inga underarter finns listade i Catalogue of Life.